# Medina (Misamis oriental)
Pour les articles homonymes, voir Medina.
Medina est une localité de la province du Misamis oriental, aux Philippines. En 2015, elle compte 32 907 habitants.